# A Mind Forever Voyaging
A Mind Forever Voyaging är ett textäventyrsspel utformat av Steve Meretzky och utgivet av Infocom år 1985. Spelnamnet är taget ur det tredje bandet av William Wordsworths episka dikt The Prelude.
Spelet var avvikande andra Infocom-äventyrsspel av samma era i det att de sedvanligt förekommande "pusslen" i detta spel nästintill hade utelämnats, undantaget några få mot slutet av spelet. Istället för pussel hade spelet en seriösare ton och var mer inriktat på utforskning och upptäckande än problemlösning.